# Asura arcuata
Asura arcuata är en fjärilsart som beskrevs av Moore 1882. Asura arcuata ingår i släktet Asura och familjen björnspinnare. Inga underarter finns listade i Catalogue of Life.